# Saper (gra komputerowa)

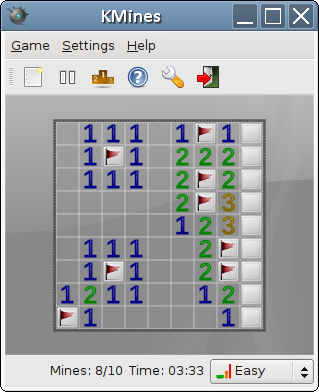
Saper na przykładzie kompilacji KMines w systemie Linux

Saper (tytuł oryginalny Minesweeper) – klasyczna jednoosobowa gra komputerowa napisana w 1981 roku przez Roberta Donnera, dostępna jako akcesorium w każdym systemie Microsoft Windows do wersji 7. Od wersji 8 i RT dostępne do ściągnięcia w sklepie Windows (istnieją też wersje dla innych systemów operacyjnych). Gra polega na odkrywaniu na planszy poszczególnych pól w taki sposób, aby nie natrafić na minę. Na każdym z odkrytych pól napisana jest liczba min, które bezpośrednio stykają się z danym polem (od zera do ośmiu). Jeśli gracz oznaczy dane pole flagą, jest ono zabezpieczone przed odsłonięciem, dzięki czemu przez przypadek nie odsłoni miny.

## Typy rozgrywki
Oryginalna windowsowa wersja gry zawiera 4 typy rozgrywki:
- początkujący – plansza 8×8 pól, 10 min, ryzyko trafienia na minę: 15,625%
- zaawansowany – plansza 16×16 pól, 40 min, ryzyko trafienia na minę: 15,625%
- ekspert – plansza 30×16 pól, 99 min, ryzyko trafienia na minę: 20,625%
- plansza użytkownika – gracz sam wybiera rozmiary planszy (od 8×8 do 30×24 pól) i liczbę min (od 10 do 668).

## Klony i warianty gry
Powstało wiele klonów gry pod różne systemy operacyjne (np. KMines napisana pod środowisko graficzne KDE systemu operacyjnego Linux). Oprócz standardowych trybów rozgrywki niektóre z nich oferują różne warianty rozgrywki takie jak:
- inny wygląd planszy (inne wymiary planszy, sześciościenne pola, trójwymiarowa plansza) – np. Minesweeper 3D,
- możliwość występowania większej liczby min na jednym polu,
- brak możliwości wystąpienia niejednoznacznych sytuacji na planszy lub przeciwnie, możliwość trafienia na minę już w pierwszym kroku.

Dodatkowo część programów (np. Minesweeper Clone) oferuje rozbudowane statystyki odbytych gier.

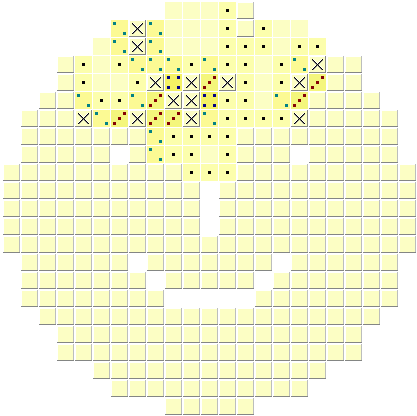
Wersja online z planszą nieprostokątną
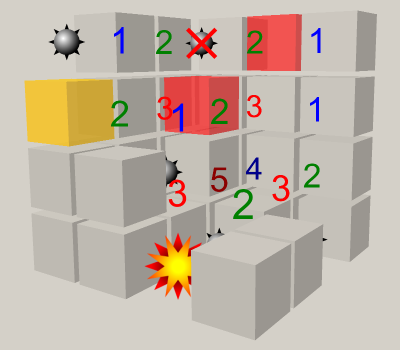
Wersja trójwymiarowa
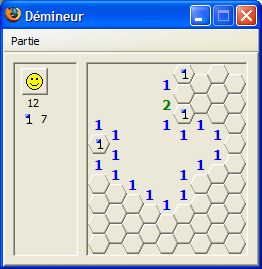
Wersja sześciokątna
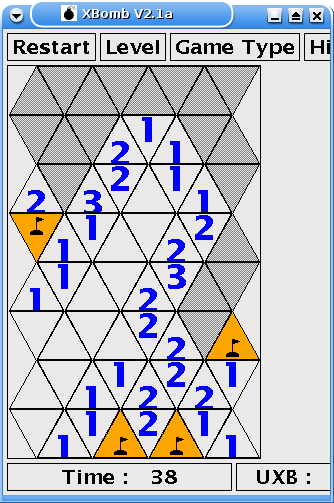
Wersja trójkątna
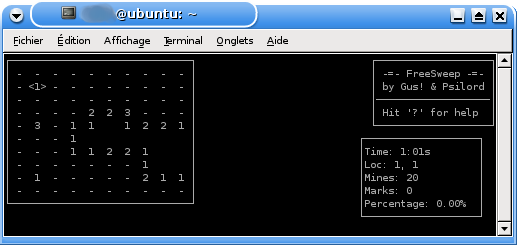
Wersja ASCII
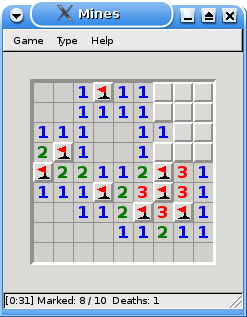
no guess

## Ocena stopnia skomplikowania planszy
Stopień trudności planszy jest najczęściej oceniany na podstawie współczynnika 3BV (skrót od Bechtel’s Board Benchmark Value – Miara skomplikowania planszy Bechtela)

### 3BV

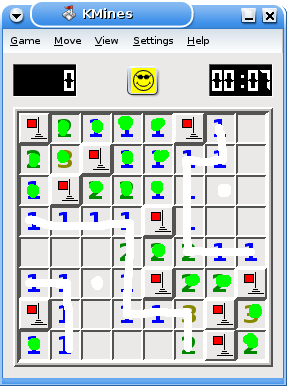
Plansza dla początkujących z 3BV równym 20

Stephen Bechtel prawdopodobnie jako pierwszy liczył ilość kliknięć lewym klawiszem myszki, jaka jest niezbędna do rozwiązania planszy w grze. W czerwcu 2002 roku opisał tę metodę w oficjalnej księdze gości gry Saper. Niedługo potem Benny Benjamin nadał tej metodzie nazwę 3BV. W przeciągu następnych dwóch miesięcy Yoni Roll i Benny Benjamin napisali narzędzie obliczające 3BV danej planszy na podstawie zrzutów ekranu z gry.
W 2003 roku Sorin Manea napisał program rejestrujący rozgrywkę Sapera, który wyświetlał 3BV (Bechtel's Board Benchmark Value) jak również liczbę kliknięć myszką. Był to pierwszy program obliczający 3BV/s (3BV na sekundę) dla rozgrywki.
W 2004 roku Rodrigo Silveira Camargo opublikował grę „Minesweeper Clone”, która zawierała wiele funkcji związanych z 3BV, takich jak: ustalanie konkretnej liczby lub przedziału 3BV, z której ma składać się plansza. Dodatkowo program prowadził statystyki ukończonych gier.

## Saper jako sport
Od kilkunastu lat istnieje prowadzona przez Kanadyjczyka, Damien Moore'a, strona internetowa poświęcona Saperowi. Strona zawiera oficjalny światowy ranking Sapera, na który można się dostać po uzyskaniu sumy czasów przejścia wszystkich trzech podstawowych poziomów (początkujący, zaawansowany, ekspert) poniżej 100 sekund. Strona oferuje także różne, ulepszone wersje Sapera (na przykład liczące czas z dokładnością do tysięcznej części sekundy, automatycznie nagrywające replay rozegranej gry, posiadające nieraz bardzo rozbudowane statystyki, itp.), rozbudowaną Wikipedię Sapera, forum, artykuły, linki, replaye różnych graczy, itp.

### Turnieje
Mało osób wie, że w Sapera odbywały się turnieje, w większości międzynarodowe. Łącznie było ich już 13 (4 w Budapeszcie (Węgry), 4 w Wiedniu (Austria), 3 w Moskwie (Rosja), 1 w Szanghaju (Chiny), 1 w Stirling (Wielka Brytania). Oficjalna Strona Rankingowa Sapera prowadzi również Ranking Turniejowy.

## Osiągalność wyników
Oficjalny rekord świata na Ekspercie wynosi 27 (26,59) sekund. Każdy wynik poniżej 40 uznawany jest za bardzo dobry, a poniżej 50 za dobry (nagrodą jest News napisany na oficjalnej stronie rankingowej Sapera). Natomiast na Zaawansowanym oficjalny rekord świata wynosi 6 (5.80) sekund. Za bardzo dobry uznaje się wynik poniżej 11 (nagrodą również jest News napisany na oficjalnej stronie rankingowej Sapera). Wszystkie oficjalne rekordy świata należą do chińskiego zawodnika Ze-En JU (JZE).